# Блок (филателия)
Блок (блок марок, или часть листа) — собирательное название, отделенная часть марочного листа, которая состоит из двух или более сблокированных, то есть не отделенных друг от друга, сцепленных почтовых марок или марок и купонов. В общем случае марки в блоке могут быть как одинаковыми, так и разными. Во втором случае блок называется сцепкой.
Блок и сцепка могут означать сцепленные марки, не отделенные от марочного листа. Тогда говорят, что марочный лист состоит из блоков или из сцепок.

Например, блоком называют особый вид малого листа — серию марок, отпечатанную на листе без полей в несколько рядов (обычно 3 × 2). Естественно, такие блоки от марочного листа не отделяют, они сами суть марочные листы.
В качестве примера такого блока приводят серию марок ГДР 1964 года, приуроченную к XVIII летним Олимпийским играм в виде блока-сцепки (3 × 2), показанного на иллюстрации справа[^] (Mi #1039—1044; Sc #711—714, B119—B120). Этот шестиблок-сцепка является одновременно марочным листом с двумя полями (правым и нижним), взятым из нижнего правого угла типографского листа без дорожек.

## Общие определения

### Уточнение собирательного определения
Важным свойством блока марок является то, что он отделён от марочного листа, тогда как для сцепки, которые находятся в листе, это не обязательно. Лист может состоять из сцепок, которые располагаются «в шахматном порядке», и при этом они образуют квартблок, разумеется, квартблок-сцепку. Можно также говорить, что в сцепках выпущен ряд марок. Но никогда не говорили, что самый обычный марочный лист без каких-либо сцепок «состоит из квартблоков».
Следует иметь в виду, что слово «сцепка» может употребляться в контексте не в качестве соответствующего термина, а в смысле «сцепленных марок», сблокированных вместе марок, то есть блока. Причём иногда сами авторы могут этого и не замечать. Например, в одном из определений квартблока сказано, что квартблок — это «сцепка из четырех одинаковых марок», причем слово «сцепка» выделено курсивом как термин. Часто и на аукционах полоски предлагаются как «сцепки».
Блок является собирательным названием не только потому, что имеются множество специальных случаев блоков, но ещё и потому, что выше дано традиционное определение блока в самом широком смысле — приведено наиболее общее определение, включающее в себя в виде частных более узкие определения из разных источников.
Марочные блоки не следует путать ни с почтовыми блоками, ни с малыми листами. Блок не может иметь полей со всех сторон (максимум с трёх), тогда как почтовый блок и малый лист могут иметь поля со всех четырёх сторон. Таким образом, если лист изначально не имеет полей с четырёх сторон, то это одновременно и блок. Если у листа оторвать поля хотя бы с одной стороны, то получится блок (часть листа).
По причине того, что слово «блок» в различных сочетаниях сильно распространено в филателии, некоторые авторы совсем избегают этого термина и говорят только о различных видах блоков марок (пары, квартблоки и т. д.).
В дальнейшем употребляется термин «блок марок», чтобы отличать понятие блока, описываемого в этой статье, от других понятий, содержащих слово «блок». Причем словосочетание «марочный блок» не будет использоваться из-за его ассоциации с термином «почтовый блок».

### Конфигурация блока

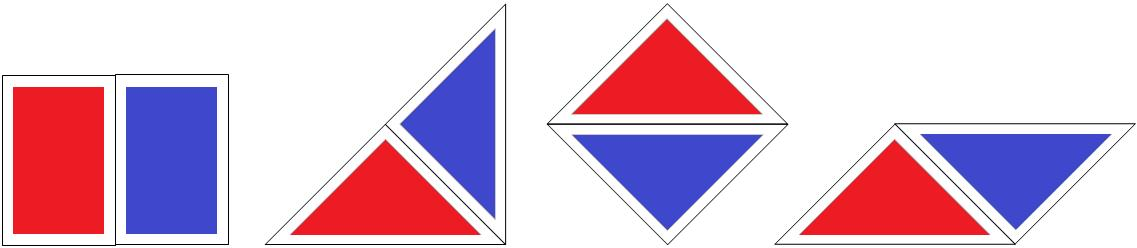
Схемы пар прямоугольных и треугольных марок

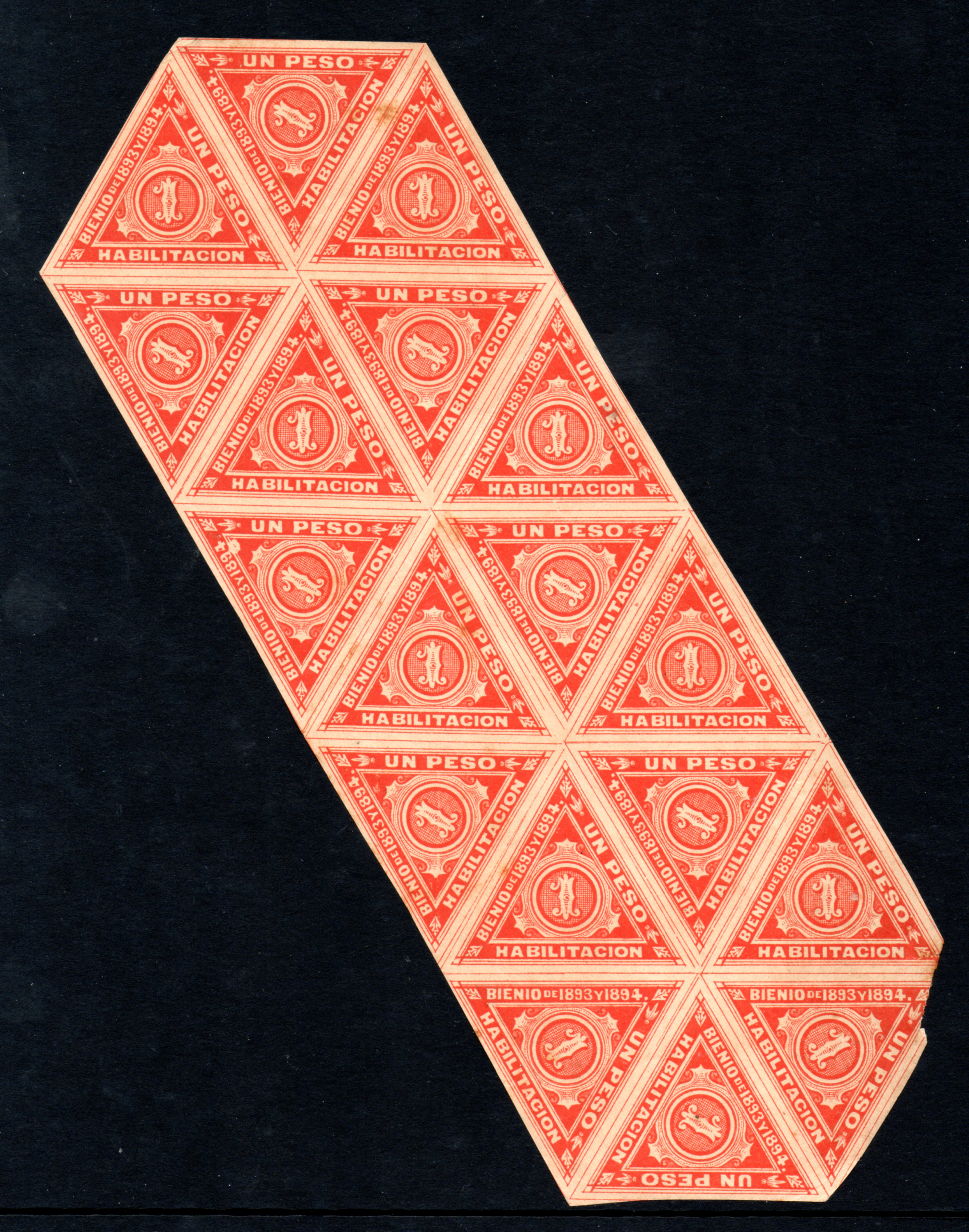
18-кратный блок-сцепка фискальной марки (правильный треугольник) Колумбии

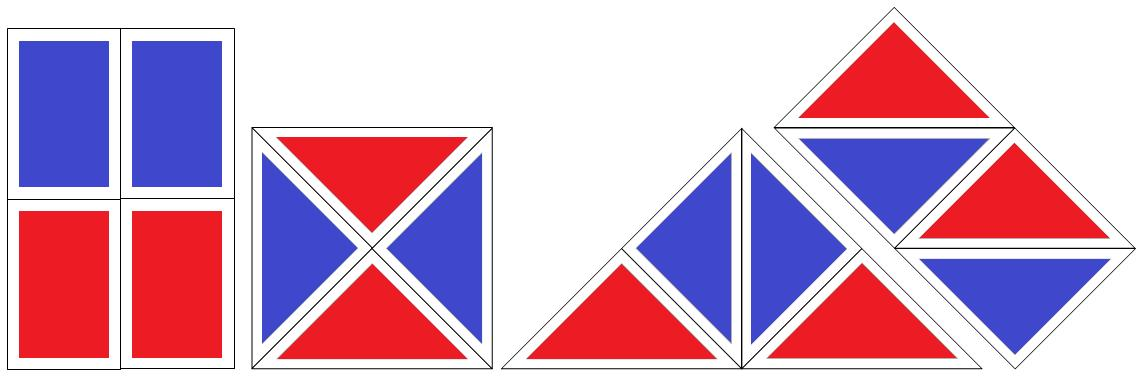
Основные схемы квартблоков прямоугольных и треугольных марок

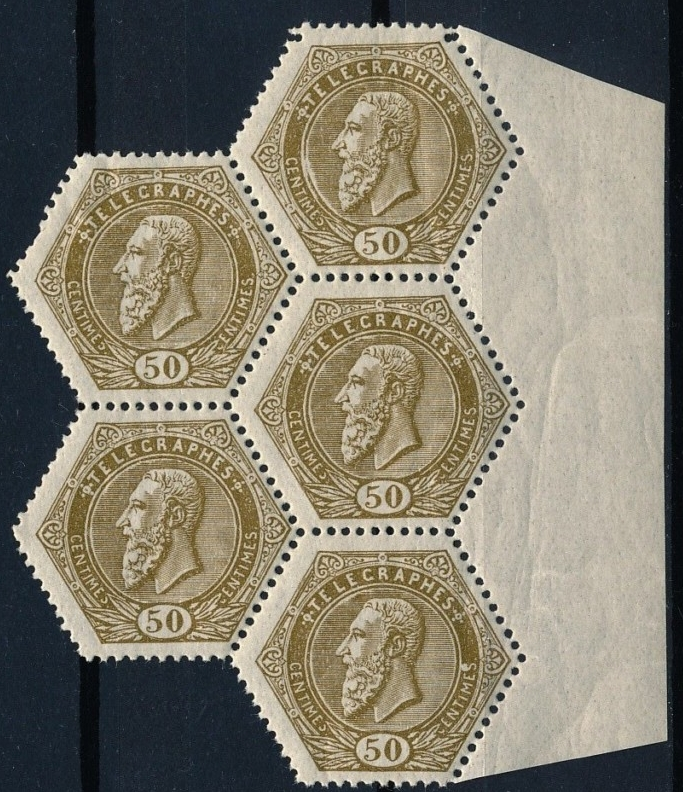
5-блок телеграфных 6-угольных марок с правым полем. Бельгия (1899)

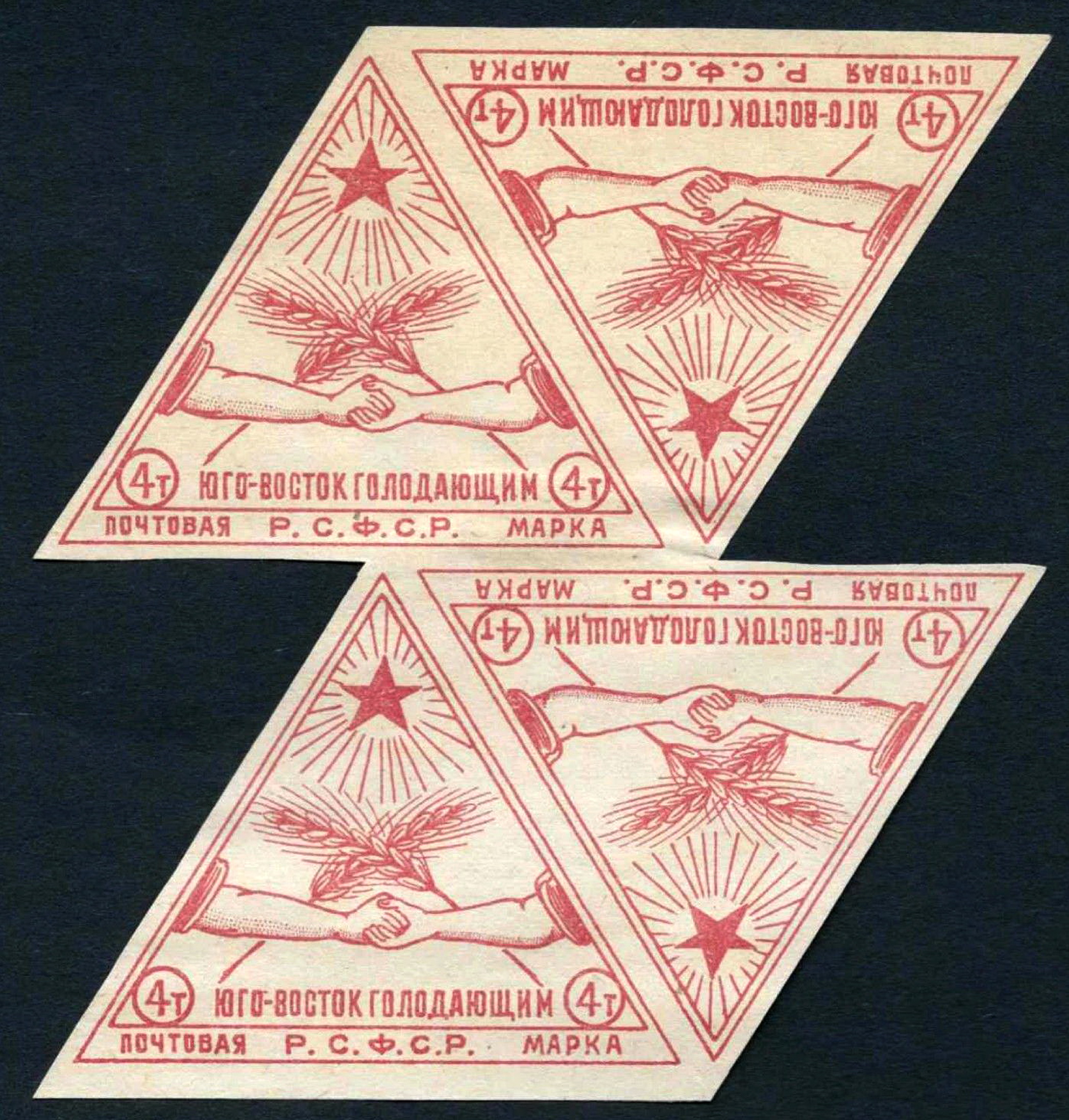
Квартблок-сцепка треугольной марки почтово-налогового выпуска РСФСР «Юго-Восток - голодающим»

Конфигурация блока марок, то есть число марок и их расположение в блоке, позволяет классифицировать блоки по этим параметрам.
- Пара — любые 2 неразделённые марки[2].
- Тройка — любые 3 неразделённые марки[5].
- Полоска — 3 (или 4[5]) и больше неразделённых марок в один ряд[2].
- Пятерка — полоска из 5 марок[9].
- Квартблок — 4 неразделённых марки в два ряда[1][2][5].
- Пятиблок (5-кратный блок, блок-пятерка) — 5 неразделённых марок в два или больше рядов[1].

И т. д.
Здесь и далее под «рядом» понимается ряд любого направления: горизонтального, вертикального или диагонального, если не оговорен конкретно один из этих трёх видов рядов.
Особенно интересны по своему многообразию конфигурации треугольных марок. На первом рисунке схематически показана единственная конфигурация пары прямоугольных марок и три разных конфигурации пар марок, имеющих форму равнобедренного прямоугольного треугольника.
На втором рисунке показан 18-кратный блок, который имеет форму вытянутого шестиугольника, фискальной марки Колумбии, которая имеет форму правильного треугольника.
Отметим, что блоки правильных треугольников являются по сути полиамондами соответствующих порядков.
На третьем рисунке схематически показана основная конфигурация квартблока прямоугольных марок и три основные конфигурации квартблоков марок, имеющих форму равнобедренного прямоугольного треугольника; остальные «хитрые» и «неправильные», словом, недостаточно симметричные конфигурации этих квартблоков практически не используются.
Отметим, что квартблоки равнобедренных прямоугольных треугольников являются по сути тетраболо (полиаболо 4-го порядка), причем всего различных видов тетраболо насчитывается 14.
Конфигурации шестиугольных марок имеют немного меньше различных комбинаций, чем треугольных, да и встречаются шестиугольные марки гораздо реже треугольных. На четвёртой иллюстрации справа представлен скан реального пятиблока из марок, имеющих форму правильного шестиугольника, с правым полем. Эти телеграфные марки были выпущены Бельгией в 1899 году (Mi #12).
Отметим, что пятиблоки правильных шестиугольников являются по сути пентагексами, причем всего различных видов пентагексов насчитывается 22.
Однако бывают случаи, когда симметричные конфигурации блоков физически отсутствуют. Тогда приходится довольствоваться тем, что есть. Например, листы серии почтово-налоговых марок РСФСР 1922 года «Юго-Восток — голодающим» позволяют выделить квартблок марок из почти правильных равнобедренных треугольников. И этот квартблок существует у коллекционеров, но только такой малосимметричный, в виде неправильного восьмиугольника, какой показан на пятом рисунке: два одинаковых тет-беша треугольной марки ровно один под другим.

### Частные определения
Особенно часто собирают разнообразные блоки из одинаковых марок: пары, квартблоки, шестиблоки и девятиблоки. Такая общераспространенная практика приводит к сужению понятия «блок» и появлению частных определений блока, широко использующихся при коллекционировании.
- Верхняя граница величины блока. Обычно на количество марок в блоке вводят ограничение в 16 марок[1][5]. Поскольку блок в общем случае может состоять из 2 марок, то есть быть парой[2], то в этом случае получается, что в блоке может быть от 2 до 16 марок. Если марок больше 16, то такую конфигурацию называют частью листа[10], или фрагментом листа[5]. Термин «часть листа» неудачный, потому что он с таким же успехом использоваться и для блока[1].
- Нижняя граница величины блока. Часто вводят ограничение на количество марок в блоке снизу в 4 марки, то есть размер блока может быть не ниже квартблока. При этом говорят, что блок состоит из нескольких рядов[1], либо сразу начинают описывать частные случаи блоков, начиная с квартблока[5]. Такому ограничению способствует тот факт, что в названиях блоков разной конфигурации слово «блок» появляется только начиная с минимального блока в несколько рядов — с квартблока. Эти две границы дают максимальное ограничение на количество марок в блоке: от 4 до 16.
- Не сцепка. Иногда требуют, чтобы марки в блоке были одинаковыми[4][5], такие блоки не могут быть сцепками. Такому ограничению способствует тот факт, что в общем случае блок с разными марками называется сцепкой. В итоге получается, что собственно блоком называется только блок с одинаковыми марками, а с разными — сцепкой.
- Прямоугольная марка[11]. При детальном описании блока всегда предполагают, что марки в блоке прямоугольные[1][2][3][4][5]. Связано это с тем, что блоки, состоящие из не прямоугольников, очень трудно описывать (например, в треугольных блоках отсутствуют вертикальные ряды (есть только вертикальная пара) и присутствуют дополнительные диагональные, резко возрастает количество различных конфигураций блоков). Такому ограничению также очень способствует тот факт, что практически всегда марки выпускаются в виде прямоугольников. При этом говорят в том числе и о вертикальных рядах марок и о том, что в квартблоке 4 марки (2 × 2)[1][2][3][4][5][12].

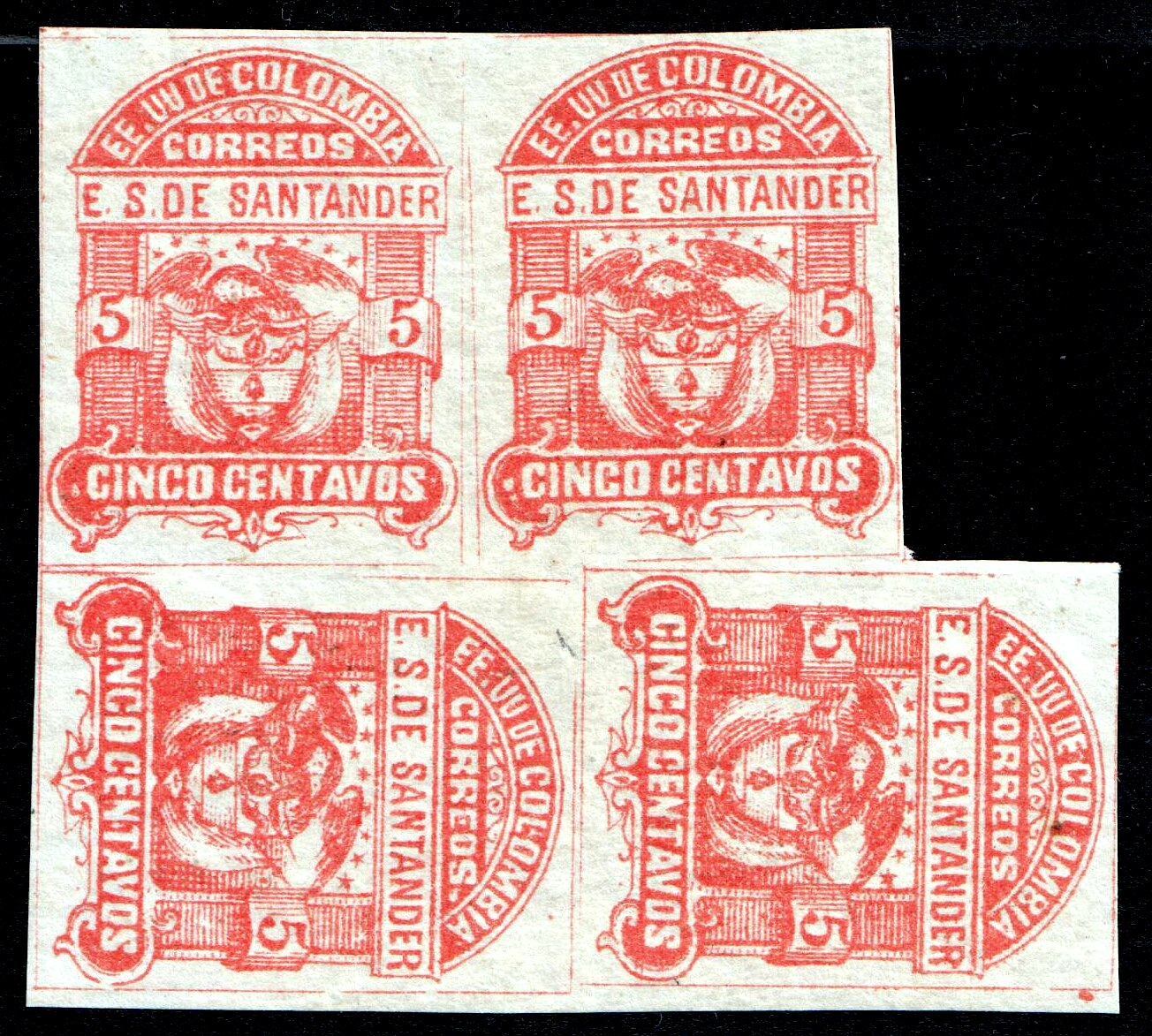
Квартблок-сцепка из двух куше. Колумбия, Сантандер (1886)

Все эти частные жёсткие теоретические ограничения на общее понятие блока марок не спасают от реальных коллекционных блоков неожиданного вида. Как сказал великий Гёте в переводе с немецкого Бориса Пастернака, «зеленеет жизни древо» (из трагедии «Фауст», часть I, сцена IV). В качестве примера, подтверждающего это заявление, на рисунке показан блок необычной непрямоугольной формы, и тем не менее подпадающий под самые узкие определения. Этот блок (2 × 2) из четырех прямоугольных одинаковых марок представляет собой два куше из почтового листа, выпущенного в 1886 году департаментом Сантандер Колумбии. Совершенно очевидно, что эти два куше имеют форму неправильного шестиугольника.

## Блоки в узком смысле

### Блок в узком смысле
При объединении вместе всех частных определений получается определение блока как части марочного листа в узком смысле, используемом в практике коллекционирования и создания специальных коллекций.
Блок в узком смысле (часть марочного листа) — собирательное название, часть марочного листа, содержащего от 4 до 16 сблокированных, то есть не отделенных друг от друга, и одинаковых прямоугольных почтовых марок, расположенных в 2 или более рядов.

### Квартблок в узком смысле

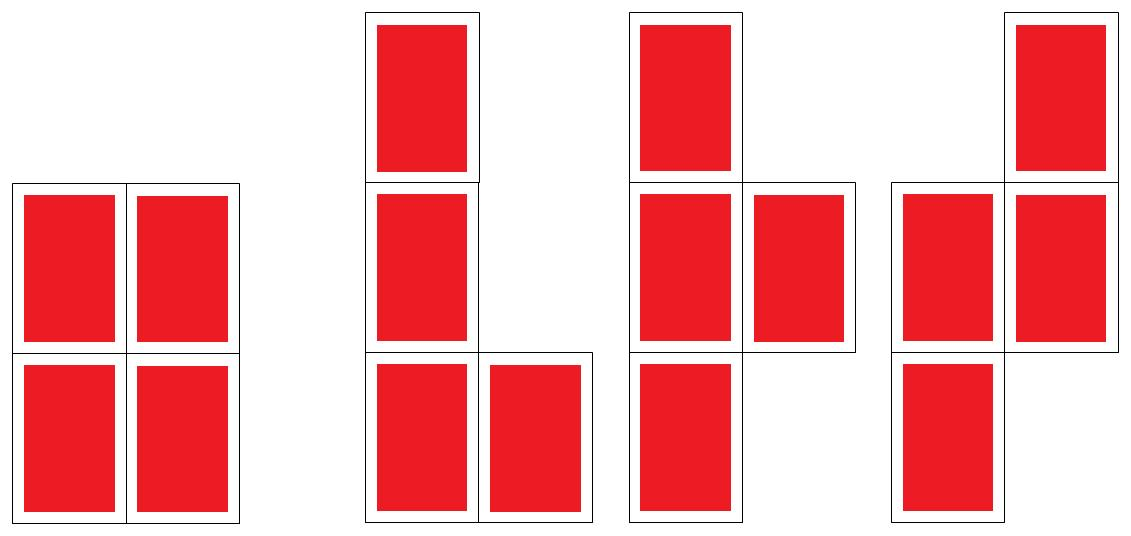
Схемы квартблока в узком смысле (квадрат) и трёх не в узком

Даже в рамках определения блока в узком смысле квартблок имеет своё собственное определение в ещё более узком смысле, — добавлено требование иметь конфигурацию (2 × 2). Именно это определение используется на практике при коллекционировании.
Квартблок (или кварт-блок) в узком смысле — блок из марочного листа, состоящий из 4 одинаковых прямоугольных марок (2 × 2). Другими словами, это максимально симметричный блок из 4 марок в узком смысле.
На рисунке показан квартблок в узком смысле, имеющий форму квадрата, и три квартблока, которые не являются квартблоками в узком смысле, но зато являются блоками в узком смысле и форму квадрата не имеют.
Вид различных вариантов квартблока в широком смысле наводит на мысль о фигурках тетрамино, которые наиболее известны как «падающие фигуры» в знаменитой русской компьютерной игре «Тетрис». На рисунке представлены 4 тетрамино из 5 возможных (5-й вид — полоска из 4 квадратов).
Коллекционирование квартблоков в узком смысле, особенно прошедших почту, распространено главным образом в скандинавских и американских странах.

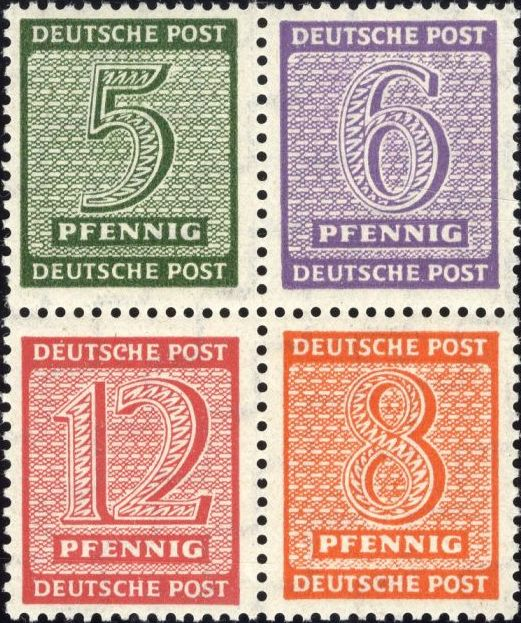

В литературе встречаются отдельно определённые достаточно редкие виды квартблока: сердечники. Приведём определение малого сердечника, большой сердечник будет рассмотрен в конце статьи.
Малый сердечник — квартблок из марок, взятых из четырёх марочных листов, с разными номиналами. Разные номиналы здесь указаны для простоты описания. На самом деле малый сердечник должен содержать четыре марки из четырёх разных марочных листов и не иметь дорожек.
На иллюстрации справа[^] показан шестиблок-сердечник (3 × 2), содержащий в том числе четыре разные марки одной серии, причем каждая марка из своего марочного листа. Все марки шестиблока разные. А то, что в этот шестиблок входят марки из четырёх марочных листов (синие и зеленые), можно определить, посмотрев на сам марочный лист (3 × 2), показанный и описанный выше в начале статьи[^].
На следующей иллюстрации справа[^] показан классический малый сердечник, состоящий из четырёх марок Советской зоны оккупации Германии, Западная Саксония (Mi #HZ11), с изображением четырёх разных цифр.

### Большие блоки

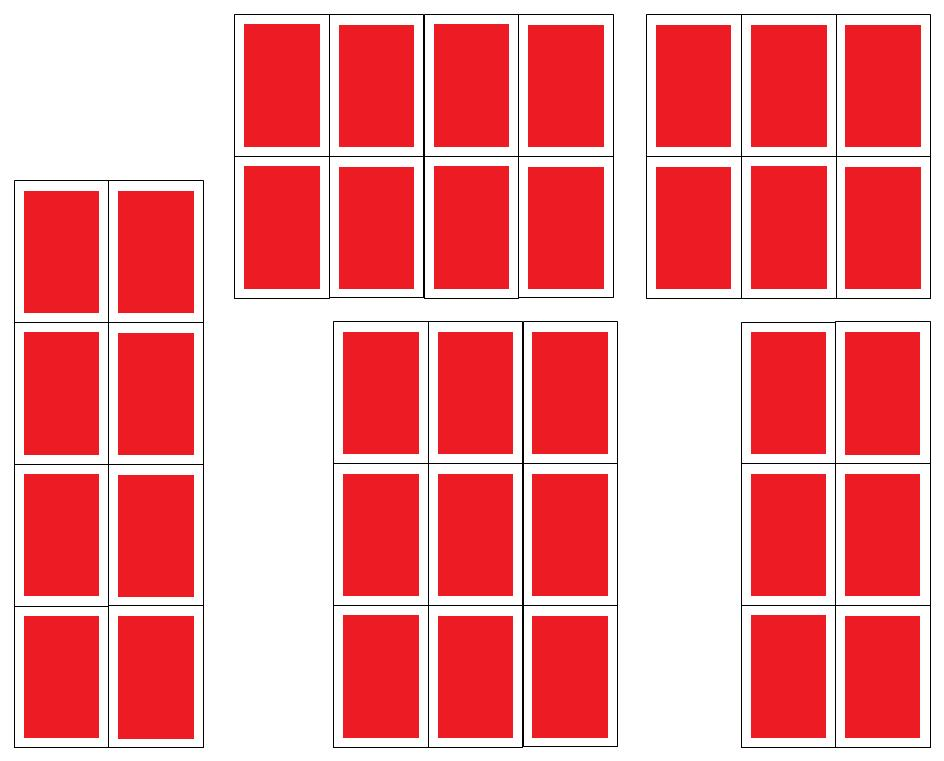
Схемы двух вариантов 6-блока, двух 8-блока и одного 9-блока

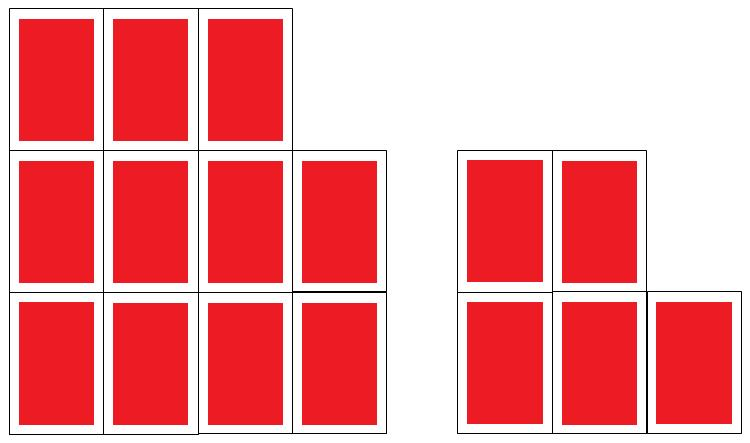
Схемы 11-кратного блока и блока-пятерки

Для шестиблока, восьмиблока и девятиблока также приводятся аналогичные квартблоку определения в узком смысле. Два варианта одной конфигурации шестиблока ((3 × 2) и (2 × 3)), два варианта одной конфигурации восьмиблока ((4 × 2) и (2 × 4)) и единствення конфигурация девятиблока (3 × 3) показаны на рисунке, все они имеют форму прямоугольника (девятиблок — квадрата, частного случая прямоугольника).
Но уже для пятиблока нет симметричной конфигурации. Тем не менее в литературе приводятся примеры несимметричных конфигураций, начиная с пятиблока, промежуточных между широким и узким смыслом, но как можно ближе к узкому. Можно было бы привести их математические характеристики, но они довольно сложные и, кроме того, не описаны в филателистических книгах.
На рисунке показаны примеры таких промежуточных конфигураций, найденные в литературе: 11-кратный блок (или блок-девятка с прилегающей парой) и блок-пятерка (или квартблок с прилегающей маркой), форму прямоугольника они не имеют. Получается, что называть такие несимметричные конфигурации блоков можно по-разному, каждый имеет множество синонимов.

### Блоки с полями
Блоки с полями марочного листа собирают ради определенных таких признаков полей, как зубцовка полей, счет рядов и счет стоимости по рядам, штриховка ротационная и штриховка формная, выходные данные: дата печати, номер печатной формы, фирменный номер заказа, приводочная метка, знак печатника и типографии и т. д. Хотя для этих листовых признаков можно собирать также пары полями или полоски с полями, для современных марок, которые можно купить на почте или в обычном филателистическом магазине, предпочитают именно квартблоки блоки с полями. Кроме того, на угловых блоках с полями бывает хорошо виден рисунок водяного знака.
Угловой блок с полями — блок, отделенный от одного из углов марочного листа с неотделенными полями с двух сторон. Угловые блоки с полями — излюбленный объект коллекционирования.
Квартблок с полями — квартблок из крайнего ряда (или угла) марочного листа с полями с соответствующих сторон. По положению квартблока с полями в марочном листе различают квартблоки с верхними, нижними и боковыми полями, а также угловой.
Блок из нижнего края листа с выходными данными или типографским номером заказа — квартблок или шестиблок с нижнем поле марочного листа, на котором напечатаны полные выходные данные или полный типографский номер заказа.
Наиболее распространено коллекционирование угловых квартблоков с полями, поскольку упомянутые выше признаки полей представлены наиболее полно, хотя часто собирают также и угловые блоки-шестерки и блоки-девятки.

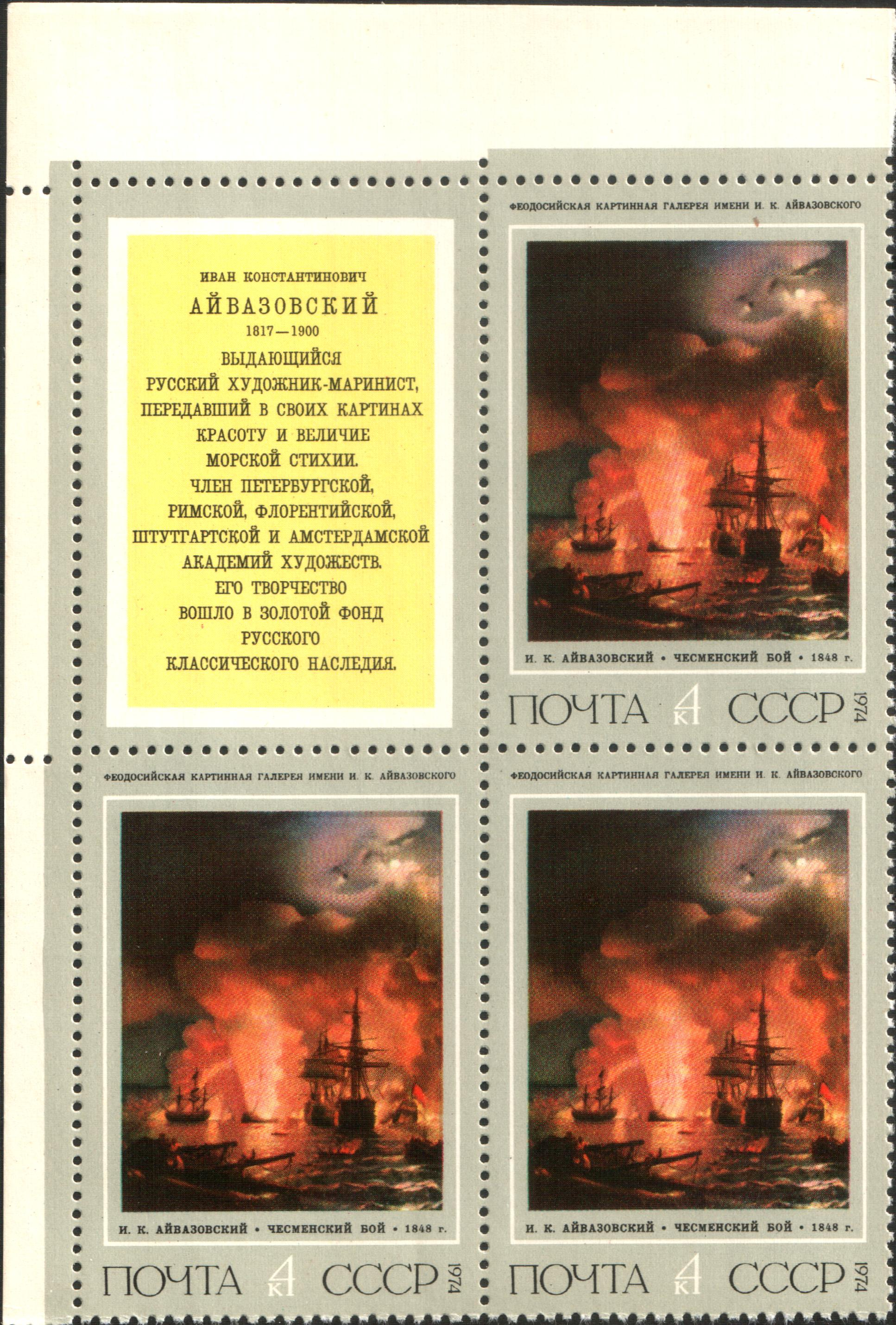
Угловой квартблок-сцепка с купоном и с полями. Айвазовский. «Чесменский бой»

Угловой квартблок с полями — квартблок, отделенный от одного из углов марочного листа с неотделенными полями с двух сторон.
На рисунке показан угловой квартблок СССР 1974 года  (ЦФА [АО «Марка»] № 4331) с полями, состоящий из трех марок и одного купона. Рисунок марки является репродукцией картины А. К. Айвазовского «Чесменский бой». На этом угловом квартблоке хорошо видно, что была использована одинарная гребенчатая зубцовка, зубцы которой смотрят вправо. Кроме того, сверху квартблока был край типографского листа, а слева — дорожка между соседними марочными листами шириной немного больше ширины марки, причем бо́льшая часть дорожки осталась на соседнем марочном листе слева.

## Блоки, выходящие за рамки опубликованных определений

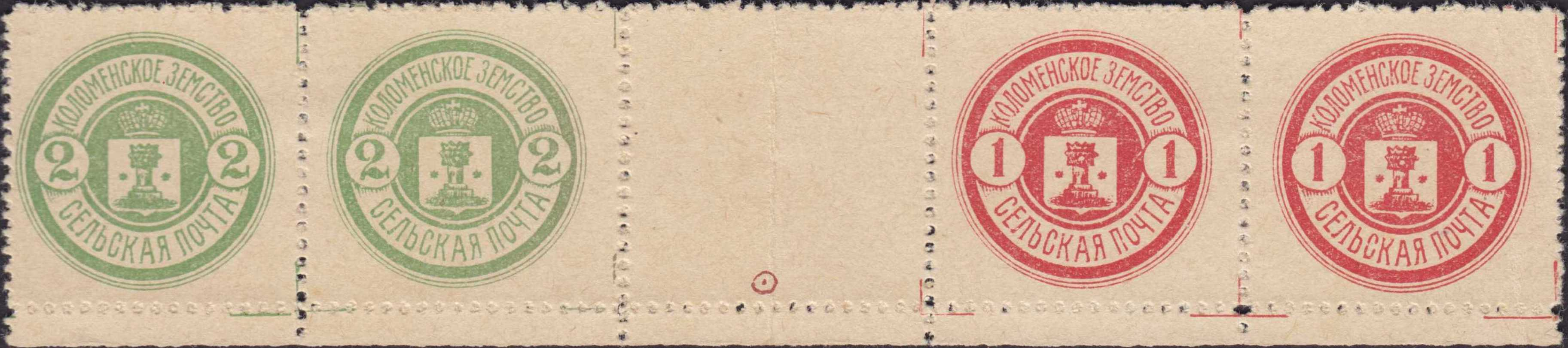
Квартблок с дорожкой. Земская марка. Коломенский уезд

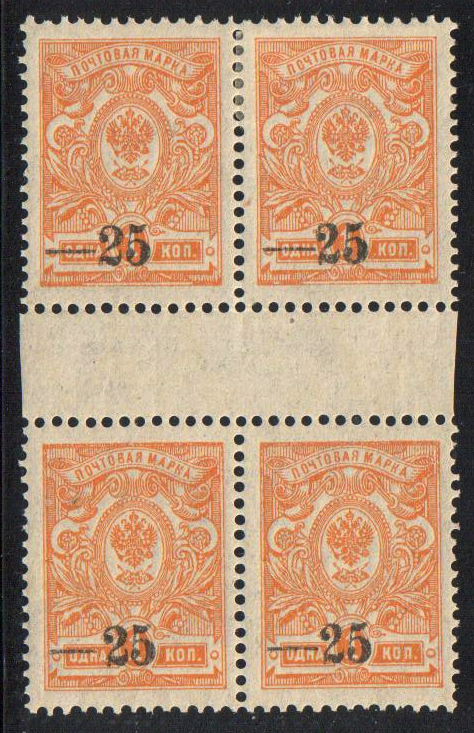
Квартблок с дорожкой. Кубанская армия

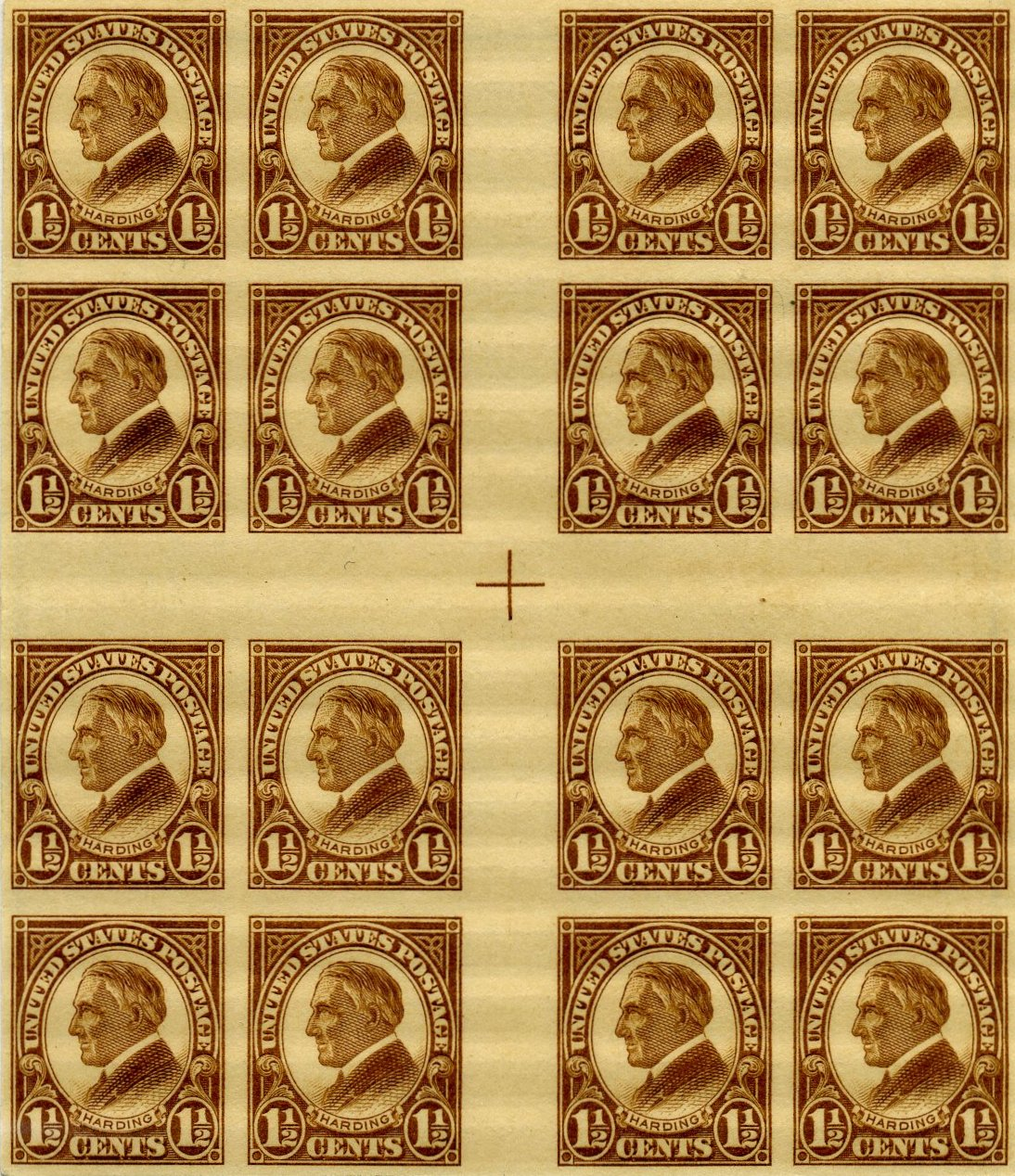
Сердечник из квартблоков. США (1926)

### Блоки с дорожками
Редкие марочные блоки, ценимые коллекционерами: блоки с дорожками, или гаттерами, не вписываются даже в определение блока в широком смысле. Дело в том, что в определении марочного блока говорится только о марочном листе, а для блоков с дорожками нужен обычный типографский лист или лист с тетрадными секторами, обязательно состоящий из нескольких секторов (марочных листов или тетрадных секторов). Марки таких марочных блоков при этом разделены и соединены в блок дорожками.
Кроме того, в определении блока говорится только о марках, обычно в смысле марочных мест, к которым относятся только марки и купоны. Но о дорожках (гаттерах) ничего не говорится.
Такие блоки с дорожками могут быть разных размеров. Обычно выделяются следующие частные случаи.
- Пара с дорожкой. 2 марки пары при этом разделены и соединены в пару одной дорожкой: горизонтальной или вертикальной.
- Квартблок с дорожкой. 4 марки квартблока при этом разделены и соединены в квартблок либо одной дорожкой: горизонтальной или вертикальной, либо сразу обеими.

На иллюстрациях показаны два квартблока в широком смысле с дорожкой:
1) земская марка Коломенского уезда Московской губернии Российской империи в виде горизонтальной полоски с вертикальной дорожкой;
2) марка Кубанской армии, одной из белых армий во время гражданской войны в России, в виде квартблока в узком смысле с горизонтальной дорожкой.
- Сердечник большой (частный случай квартблока с дорожкой) — квартблок, состоящий из 4 центральных марок обычного типографского листа или листа с тетрадными секторами[14][15]. 4 марки сердечника при этом разделены и соединены в квартблок двумя дорожками: горизонтальной и вертикальной.

На иллюстрации справа представлен скан 16-блока: сердечника, состоящего не из марок, а из квартблоков. Это середина типографского листа марки США, выпущенной 27 августа 1926 года (Sc #631), с 29-м президентом США Уорреном Гардингом.
Следует отметить, что дорожки не равноправны с купонами в смысле определения конфигурации блока, в который они входят. Как правило, купоны подсчитываются наравне с марками, например, см. показанный выше квартблок с купоном. Дорожки же никогда не подсчитываются, как видно из показанных выше квартблоков с дорожками.

### Блоки с частями марок

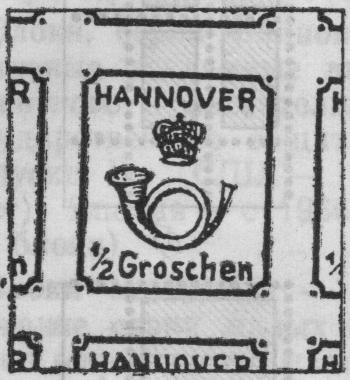
Малый блок-девятка. Королевство Ганновер

Очень редко встречается так называемый блок-девятка малый. Этот блок состоит из одной марки и восьми частей марок, его окружающих. В определениях блока ничего не говорится о частях марок, поэтому этот вид блока также не вписывается даже в определение блока в широком смысле.
Блок-девятка малый — широко отрезанная марка-одиночка, окруженная восемью частями соседних марок.
На рисунке показан такой блок, вырезанный из марочного листа королевства Ганновер, которое занимало бо́льшую часть современной северо-западной Германии с 1814 по 1866 год.
Следует отметить, что части марок (или марочных мест) равноправны с целыми марками в смысле определения конфигурации блока, в который они входят: части марок подсчитываются наравне с целыми марками.

### Расширение термина «блок»
- Поскольку в состав блока могут входить купоны[4], причем эти купоны подсчитываются наравне с марками (например, один купон может быть с двумя марками в триптихе), то при определении блока правильнее говорить не о марках, а о марочных местах.
- Кроме того, следует иметь в виду, что блоки получаются не только из марочных листов, но и из листов марочных тетрадок и марочных рулонов. Поэтому марочные листы используются в определении блока только для краткости.
- Блоки с дорожками еще больше расширяют собирательное понятие «блок», и следует говорить о блоках, оторванных не от марочных, а от типографских листов.
- Блоки с частями марок производят дальнейшее расширение собирательное понятие «блок», и нужно говорить о блоках, состоящих не только из марочных мест и дорожек, но еще и из их частей.